# Place Barthélémy
La place Barthélémy est une voie publique de la commune française de Rouen.

## Situation et accès
La place est piétonnière et située sur la rive droite de la Seine. Elle donne sur la rue Damiette.

## Origine du nom
La place porte le nom de l'architecte Jacques-Eugène Barthélémy (1799-1882).

## Bâtiments remarquables et lieux de mémoire
- Église Saint-Maclou[1]

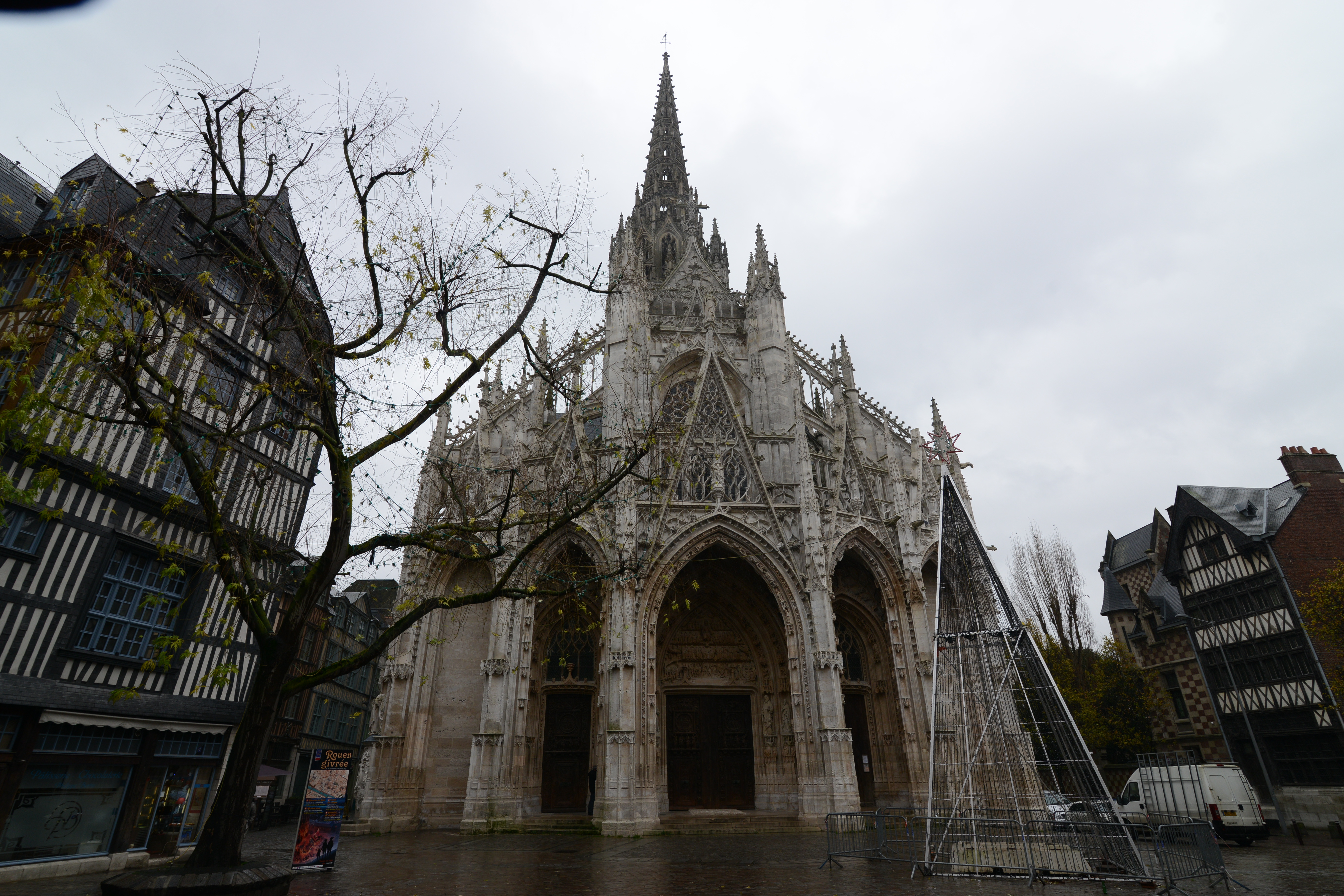
L'église Saint-Maclou.

- Le peintre belge Adrien Segers (1876-1950) y avait son atelier au no 7.